# Björn Kuipers
Björn Kuipers (Oldenzaal, 28 de març de 1973) és un ex àrbitre de futbol neerlandès ja retirat que pertanyia a la FIFA i la UEFA. Arbitrava partits de l'Eredivisie holandesa i ha arbitrat partits de les màximes competicions internacionals de futbol.
Kuipers va començar arbitrant partits a la segona divisió neerlandesa, l'Eerste Divisie, el 2002. Tres anys més tard, el 2005, va començar a arbitrar partits de la màxima categoria del futbol neerlandès, l'Eredivisie. És membre del comitè d'àrbitres neerlandesos de la FIFA des del 2006 i del de la UEFA des del 2009. Ha arbitrat partits de la Lliga Europa de la UEFA i de la Lliga de Campions de la UEFA, de la Supercopa d'Europa, de l'Eurocopa 2012, de la Copa Confederacions 2013, de la Copa del Món de 2014, de l'Eurocopa 2016 i de la Copa del Món de 2018.